# マービン・ザ・マーシャン

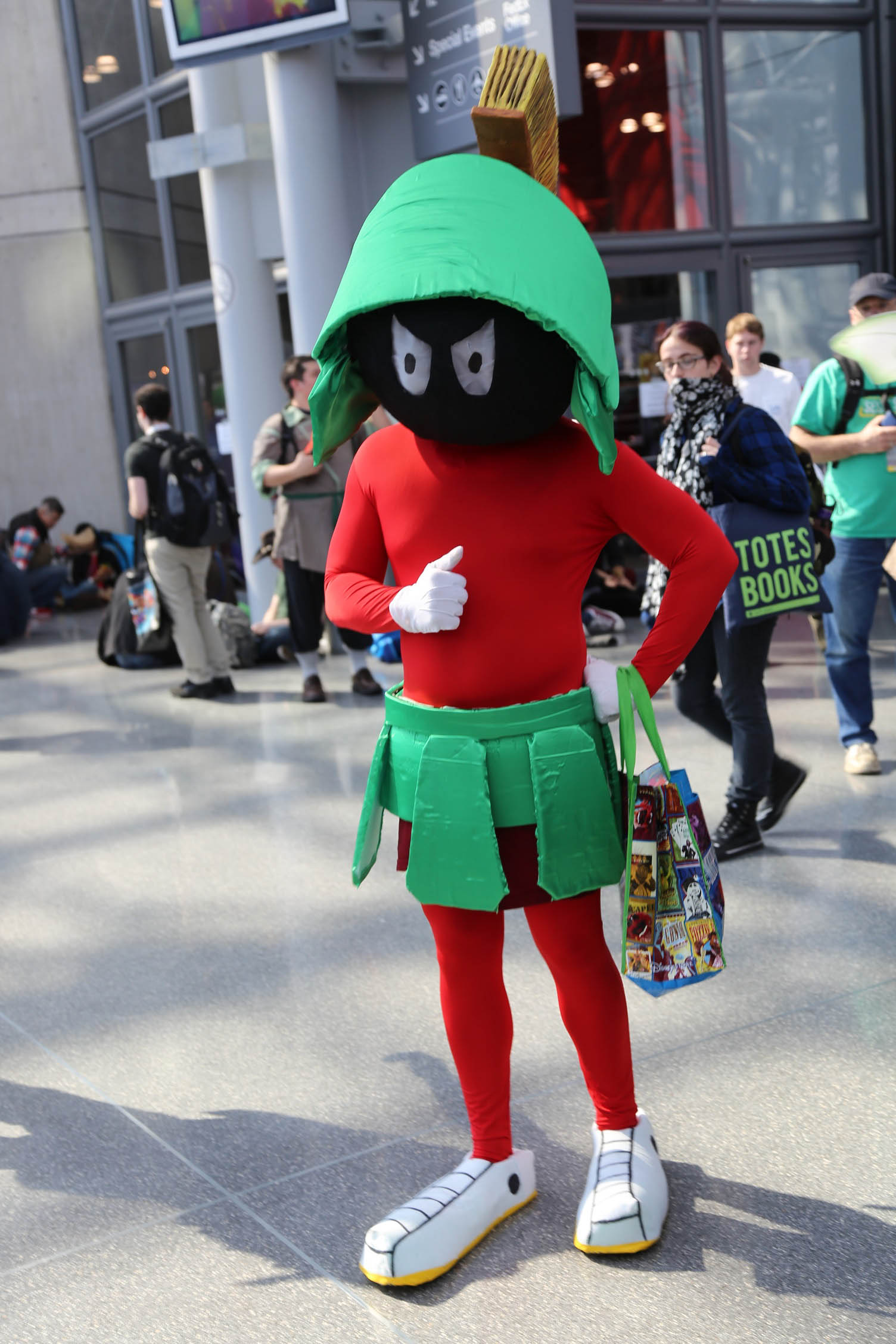
マービン・ザ・マーシャンのコスプレ

マービン・ザ・マーシャン（Marvin the Martian）は、ルーニー・テューンズの登場人物の一人である火星人。オリジナル作品には5本しか出たことがなかったにもかかわらずスピリットとオポチュニティのミニチュアにイラストが載せられるほどのカルト人気を博した。

## 誕生まで
当初バッグス・バニーの短編作品ではバッグス・バニーがエルマー・ファッドをやっつけるというパターンが多かった。しかしやがてマンネリ化したため、アニメ監督のフリッツ・フレーリングはヨセミテ・サムというキャラを考案し彼の敵として登場させた。すると今度はバッグス・バニーがヨセミテ・サムをやっつけるパターンが多くなり、再びマンネリに陥った。マンネリを打破しようと考えたアニメ監督のチャック・ジョーンズは、物静かでやさしい言葉遣いだが行動が物騒なキャラクターを考えた。
かくして、マービン・ザ・マーシャンというキャラクターが出来上がり、彼は1948年に公開された『バニーの宇宙旅行』(原題：Haredevil Hare)でデビューを飾った。
彼の服装は、ローマ神話の戦神マルスが基になっている。これを蟻のような生き物が着ていたら面白いと制作陣は考えたが、マービンは身振り手振りが多い。
オリジナル短編出演時は名前が呼ばれることがなかった（ただし、1952年公開の『約一匹ワンちゃん』では、X-2司令官と呼ばれていた）が、数十年後に人気が出て呼称が必要になった際、マービンという名前がついた。

### キャスティング
メル・ブランクが彼の声を当てた際は鼻ごもったようなものだが、後期は容認発音に近いアクセントになっていった。近年はジョー・アラスカイ、ボブ・バーゲン、エリック・ゴールドバーグが声を当てている。パロディなどで他作品に出演する際はダン・カステラネタといった声優が声を当てる。日本語版は中多和宏が担当していたが、その後のシリーズでは『バッグス・バニーのぶっちぎりステージ』で出演していた小形満が担当している。『バッグス・バニーのぶっちぎりステージ』は島田敏が担当していた。
なお、VHS『バッグス・バニーのブンブンランド Vol.8』に収録された『ダフィー・ウォーズ』におけるマービンの言い回しは、中多和宏が演じるバージョンとは異なり、語尾に「ザンス」がつく。

## 人物
マービンは火星出身ということになっているが、火星以外の場所に来ることが多い。彼はしばしばK-9という火星の犬を連れてきており、1958年の『マーヴィン・アタック』では、水をかけてもどすインスタント火星人を用いた。マービンは古代ローマ人兵士のような格好に古いデザインのバスケシューズをはいている。彼の頭部は黒い球状のようになっている。彼がかぶっているヘルメットにはデッキブラシのようなものがついており、これはギリシャの重装歩兵をコミカルに描いたように見える。
このような組み合わせから、『マーヴィン・アタック』ではバッグス・バニーが彼のことを『痰壷をかぶったボウリング球』（吹き替えでは『どんぶりかぶった奴』）と表現することにいたった。有名な発言は"Where is the kaboom? There was supposed to be an earth-shattering kaboom!"（吹き替え：「ドカン」はどうした?地球が爆発する「ドカン」の音がしないぞ。（『マーヴィン・アタック』より））や、"This makes me so angry, very angry indeed."（お前は私を怒らせた、とても怒った本当に）など。
多くの話では金星の観察の邪魔になるからとイリジウムPu-36スペース爆破モジュレーターというダイナマイトのようなものを用いようとするが、バッグスに妨害される。なお、イリジウムPu-36は、"Eludium Pu-36"とつづられることもある。また当初この兵器は"ウラニウム Pu-36" という名前だった。また、これを作るのに1000年以上かかったことから、長生きすることが可能である。多くの話では軟質プラスティック製の泡やエネルギーを放つ銃、あらゆる物質を分解する分解ピストル、相手を拘束する拘束服バズーカなどの様々な武器を持っている。『ダフィー・ウォーズ』とその続編でマービンはダック・ドジャースことダフィー・ダックと惑星の所有権を争った。
テレビシリーズでは、『ダック・ドジャース』でダック・ドジャース（ダフィー・ダック）の敵として、『ベビー・ルーニー・テューンズ』では、幼少期の彼（吹き替え：保村真）が出演している。『ダック・ドジャース』では、マービンはX-2司令官という名前になっており、火星の女王の部下であり、彼女に片思いしている。
『タイニー・トゥーンズ』の"Duck Dodgers Jr."という回では、姪のマーシャ・ザ・マーシャン（英：トレス・マクニール）を連れてきている。『Taz-Mania』にも出演しただけでなく、『シルベスター&トゥイーティー ミステリー』の"What's the Frequency, Kitty?"という回と2003年から2007年までのCN Fridaysのイントロにカメオ出演した。 
メガドライブ/ジェネシス用ソフト『Taz in Escape from Mars』と、スーパーニンテンドー用ソフト『Daffy Duck: The Marvin Missions』では、ボスキャラとして登場した。プレイステーション用ソフト『Bugs Bunny: Lost in Time』では、Dimension Xのボスとして登場し、スーパーニンテンドー用ソフト『ロードランナーVSワイリーコヨーテ』では、Quantum Beepステージの雑魚キャラとして登場した。
映画『スペース・ジャム』では宇宙人であるためか、審判として参加した。フェアプレーを重んじていたが、宇宙人達にはまったく相手にされなかった。
映画『ルーニー・テューンズ:バック・イン・アクション』では、アクメ社のチェアマン社長（スティーヴ・マーティン）からエリア52にいるDJ（ブレンダン・フレイザー）とその仲間を抹殺するよう命じられるという大役を演じた。クライマックスでブルー・モンキー・ダイヤモンドをアクメ社の人工衛星に乗せようとするが、バッグス（戦闘シーンは『スター・ウォーズ エピソード2/クローンの攻撃』における、オビ＝ワン・ケノービとジャンゴ・フェットの戦いをパロディしたもの）と戦いを放棄して、ダック・ドジャースとしてバッグスを助けに来たダフィーに阻まれ、宇宙を漂う泡に閉じ込められてしまう。
また、マービンはクリスマスキャロルや『Bah, Humduck! A Looney Tunes Christmas』にも出演している。この中で彼はダフィー・ダックの"Lucky Duck Super Store"の従業員を演じている。その従業員はホームシックに陥っており、クリスマスに故郷である火星に帰りたいと言ったが、ダフィーはすべての従業員がクリスマスに休暇を取ることを反対した。クリスマスの霊たちとの邂逅で考えを変えたダフィーは、マービンに光よりも早いロケットを与え、1日前の火星に帰れるようにした。
映画『スペース・プレイヤーズ』では、K-9と共に登場し、バッグスに宇宙船を奪われる。その後は宇宙船の階段に挟まれ動けなくなり、3DCGになって登場するが、活躍はしない。

## パロディなど
マーヴィンは、サウスパークの第165話『Imaginationland Episode III』にゲスト出演したことがある。正義を愛するキャラクターとの戦いに勝つために、1万ほどの悪役とともに行進した。
テレビアニメ『Drawn Together』では、"Charlotte's Web of Lies"（ハルクやスケルター、ヨセミテ・サムと共にLing-Ling's Anger Managementにいた）と"Toot Goes Bollywood"に出演した。
『ザ・シンプソンズ』の『スプリングフィールド・X-ファイル』では、同じ宇宙人であるアルフとともに、容疑者として並ばされており、「This makes me very angry」とぼやいた。
また、『ロジャー・ラビット』にもカメオ出演し、『未知との遭遇』のロイ・ニアリーの部屋のテレビには彼の姿があった。Pu-36スペース爆破モデュレーターはT-painの"Time Machine"やリュダクリスの"Mouthing Off"などに単語として出てくるだけでなく、宇宙大作戦のノベライズ『ザ・リフト』（ピーター・デイビッド著）にも同じ名前の装置が出てくる。
2013年の映画『ゼロ・グラビティ』では、大破したスペースシャトルのエクスプローラーから、マービンの人形が宇宙に飛び出してくるシーンがある。
2018年の映画『レディ・プレイヤー1』では、冒頭でオアシス内をうろついている。

## 主演作
2008年7月28日、ワーナー・ブラザースとアルコン・エンターテインメントは、マービン・ザ・マーシャン主演の実写/CG映画を作ると発表した。この作品はマービンがクリスマスの間に地球に侵略しに来たが、プレゼントの箱の中に入ってしまったという設定である。アルコンはこの作品を『レーシング・ストライプス』や『マイ・ドッグ・スキップ』と比較した。2012年10月12日に公開予定だったが、企画はとん挫した。